# Klaus-Peter Nemet
Klaus-Peter Nemet (ur. 9 grudnia 1953 w Niemczech) – niemiecki trener piłkarski.

## Kariera piłkarska
Klaus-Peter Nemet podczas kariery piłkarskiej reprezentował barwy zespołów: SC Herford, MSV Minden, Bünder SV i SC Union 03 Altona.

## Kariera trenerska
Klaus-Peter Nemet w czasie kariery trenerskiej prowadził głównie drużyny 2. Bundesligi oraz zespoły z niższych klas rozgrywkowych. W Bundeslidze prowadził zespół FC St. Pauli w sezonie 1996/1997. Jako trener nie osiągnął zbyt wiele. Obecnie jest asystentem trenera 1. FC Köln.